# Alexander Hawkins

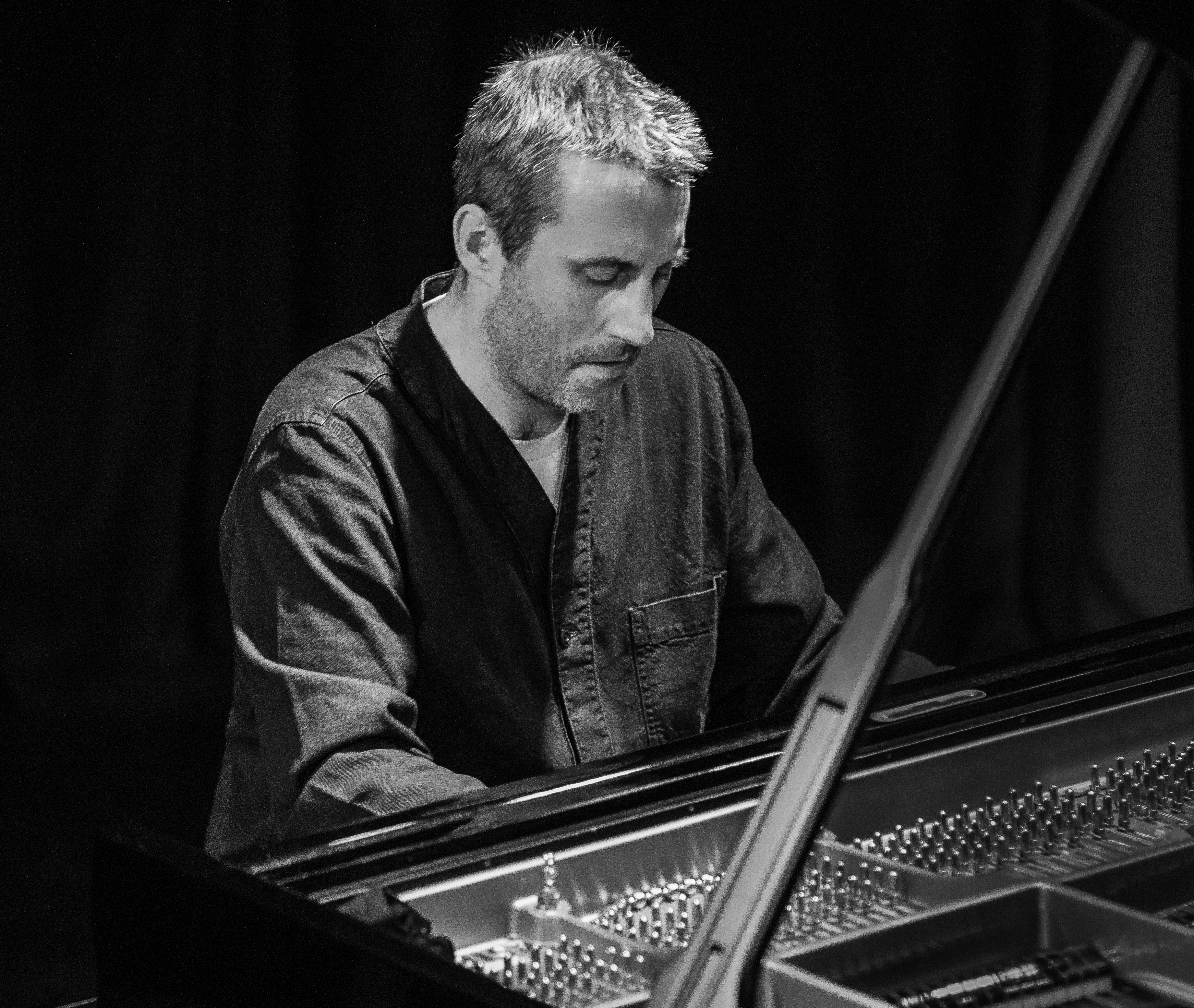
Alexander Hawkins, 2023

Alexander Hawkins (* 3. Mai 1981 in Oxford) ist ein britischer Jazz- und Improvisationsmusiker (Piano, Orgel).

## Leben und Wirken
Hawkins wuchs mit Jazz und klassischer Musik in einem Akademikerhaushalt auf. Ab dem siebten Lebensjahr erhielt er klassischen Klavierunterricht, zunächst durch Roger Allen. Als Jugendlicher verlegte er sich aufs Orgelspiel. Erst mit 18 Jahren kehrte er zum Klavier zurück. Er absolvierte ein Jurastudium in Cambridge und promovierte dort in Kriminologie. Daneben spielte er einige Jazzkonzerte, etwa mit Alex Ward und Steve Waterman. Nach dem Studium kehrte er nach Oxford zurück, wo er rasch Anschluss an die freie Szene fand.
Hawkins ist Mitbegründer des transatlantischen Convergence Quartet, mit Dominic Lash, Taylor Ho Bynum und Harris Eisenstadt; die Band unternahm 2006 und 2009 zwei Tourneen durch Großbritannien und nahm zwei Alben auf. Als Hammond-Organist spielte er mit Steve Noble und John Edwards seit 2009 in der Formation Decoy. Daneben leitet er ein eigenes Sextett und gehörte mit Alex Ward zum kooperativen Projekt Barkingside (Album 2008 bei Emanem). Weiterhin arbeitete er u. a. mit Louis Moholo (Uplift the People, 2018), Mulatu Astatke, Ntshuks Bonga, Lol Coxhill, John Butcher, Steve Williamson, Karl Evangelista (Apura!, 2020), Antony Braxton (Quartet (Standards) 2020) und Eddie Prévost, ferner mit dem London Improvisers Orchestra, dem Oxford Improvisers Orchestra und der Pendulum Big Band, sowie als Organist in der Funkband Big Train’s Haymaker.

## Preise und Auszeichnungen
Hawkins wurde von All About Jazz 2010 als Musiker des Jahres nominiert; El Intruso führte ihn für das gleiche Jahr als bester Keyboarder. The Guardian wählte All There, Ever Out zu den besten Alben des Jahres 2012.

## Diskographische Hinweise
- Convergence Quartet: Live in Oxford (FMR Records, 2007)
- Alex Ward / Alexander Hawkins / Dominic Lash / Paul May  – Barkingside (Emanem, 2008)
- Decoy (Volume 1/2), Spirit (Bo'Weavil, 2009)
- Alexander Hawkins Ensemble, No Now is So (FMR Records, 2009)
- Convergence Quartet: Song / Dance (Clean Feed Records, 2010)
- No Now Is So (FMR Records, 2009, mit Orphy Robinson, Otto Fischer, Hannah Marshall, Dominic Lash und Javier Carmona)
- All There, Ever Out (Babel, 2011)
- The Convergence Quartet: Slow and Steady (NoBusiness 2012)
- Louis Moholo/Alexander Hawkins: Keep Your Heart Straight  (Ogun, 2012)
- Step Wide, Step Deep (Babel, 2014)
- The Convergence Quartet: Owl Jacket (NoBusiness, 2015, mit Taylor Ho Bynum, Harris Eisenstadt, Dominic Lash)
- Alexander Hawkins – Elaine Mitchener Quartet: UpRoot (Intakt, 2017)
- Unit[e] (2017)
- Chicago / London Underground: A Night Walking Through Mirrors (Cuneiform Records, 2017)
- François Houle, Alexander Hawkins & Harris Eisenstadt: You Have Options (Songlines, 2018)
- Iron into Wind (Intakt, 2018; solo)
- Togetherness Music (for 16 Musicians) (Intakt 2021, mit Evan Parker & Riot Ensemble)
- Alexander Hawkins Mirror Canon: Break a Vase (Intakt 2022, mit Shabaka Hutchings, Otto Fischer, Neil Charles, Stephen Davis, Richard Olatunde Baker)[5]
- Carnival Celestial (Intakt, 2023; mit Neil Charles, Stephen Davis)[6]
- Jack Cooper Arrival (2023), mit Anton Lukoszeviece, Heather Roche[7]
- Ingebrigt Håker Flaten & Paal Nilssen-Love: Guts & Skins (2023)
- Nicole Mitchell & Alexander Hawkins: At Earth School (2023)
- Song Unconditional (2025) solo
- Olie Brice Quartet: All It Was (2025)